# Чемпіонат СРСР з легкої атлетики в приміщенні 1991
Чемпіонат СРСР з легкої атлетики в приміщенні 1991 року був проведений 9-10 лютого у Волгограді в легкоатлетичному манежі Волгоградського державного інституту фізичної культури. Це був останній в історії чемпіонат СРСР з легкої атлетики в приміщенні.
Чемпіонат стартував зі світового рекорду в ходьбі на 5000 метрів у чоловіків. Його автором став білорус Франц Костюкевич, який подолав дистанцію за 18.23,88.
Сергій Бубка виграв чемпіонат стрибком на 6,00 м, а за ним з третьої спроби встановив свій черговий світовий рекорд — 6,08 м.
Ірина Сергеєва-Привалова двічі впродовж турніру покращувала рекорд СРСР в бігу на 60 метрів — 7,06 в півфіналі та 7,03 в фіналі.
Чемпіонство з легкоатлетичних багатоборств було розіграно в межах окремого чемпіонату СРСР з багатоборств в приміщенні, проведеного 9-10 лютого у Липецьку.

## Медалісти

### Чоловіки
| Дисципліни                | Золото                         | Золото       | Срібло                          | Срібло   | Бронза                               | Бронза   |
| ------------------------- | ------------------------------ | ------------ | ------------------------------- | -------- | ------------------------------------ | -------- |
| 60 метрів                 | Віктор Бризгін Луганськ        | 6,64         | Віталій Савін Алма-Ата          | 6,66     | Борис Жгір Омськ                     | 6,73     |
| 200 метрів                | Андрій Федорів Москва          | 21,19        | В'ячеслав Кочерягін Даугавпілс  | 21,40    | Дмитро Бартенєв Москва               | 21,46    |
| 400 метрів                | Дмитро Головастов Москва       | 48,36        | Володимир Просін Саратов        | 48,60    | Валерій Бєлов Пенза                  |          |
| 800 метрів                | Валерій Стародубцев Іркутськ   | 1.51,26      | Володимир Граудинь Москва       | 1.51,68  | Євген Авербух Іркутськ               | 1.51,83  |
| 1500 метрів               | Володимир Колпаков Челябінськ  | 3.45,20      | Сергій Мельников Рибінськ       | 3.45,40  | Андрій Судник Мінськ                 | 3.46,41  |
| 3000 метрів               | Михайло Дасько Ленінград       | 7.56,80      | Євген Леонтьєв Кисловодськ      | 7.59,01  | Дмитро Дмитрієв Ленінград            | 8.00,01  |
| 5000 метрів               | Михайло Дасько Ленінград       | 13.46,12     | Микола Чамєєв Чебоксари         | 13.47,31 | Дмитро Дмитрієв Ленінград            | 13.50,08 |
| 60 метрів з бар'єрами     | Ігор Казанов Даугавпілс        | 7,56         | Сергій Усов Ташкент             | 7,75     | Олександр Маркін Москва              | 7,77     |
| 3000 метрів з перешкодами | Геннадій Панін Набережні Челни | 8.23,76      | Микола Карпович Борисов         | 8.23,76  | Анатолій Резнік Бровари              | 8.32,36  |
| Ходьба 5000 метрів        | Франц Костюкевич Мінська обл.  | 18.23,88 WIR | Михайло Орлов Ярославль         | 18.39,74 | Анатолій Соколовський Ростов-на-Дону | 19.15,70 |
| Стрибки у висоту          | Сергій Димченко Київ           | 2,31 м       | Олексій Ємєлін Москва           | 2,28 м   | Рудольф Поварніцин Київ              | 2,28 м   |
| Стрибки з жердиною        | Сергій Бубка Донецьк           | 6,08 м WIR   | Віктор Риженков Ташкент         | 5,90 м   | Родіон Гатаулін Ленінград            | 5,85 м   |
| Стрибки у довжину         | Дмитро Багрянов Москва         | 8,01 м       | Володимир Очкань Полтава        | 7,98 м   | Роберт Емміян Ленінакан              | 7,88 м   |
| Потрійний стрибок         | Леонід Волошин Краснодар       | 17,35 м      | Ігор Лапшин Мінськ              | 17,25 м  | Василь Соков Душанбе                 | 17,20 м  |
| Штовхання ядра            | Сергій Смирнов Ленінград       | 20,33 м      | Роман Вірастюк Івано-Франківськ | 20,04 м  | Євген Пальчиков Іркутськ             | 19,16 м  |

### Жінки
| Дисципліни            | Золото                          | Золото   | Срібло                         | Срібло   | Бронза                          | Бронза   |
| --------------------- | ------------------------------- | -------- | ------------------------------ | -------- | ------------------------------- | -------- |
| 60 метрів             | Ірина Сергєєва-Привалова Москва | 7,03 NIR | Наталія Мерзлякова Свердловськ | 7,27     | Тетяна Алексєєва Новосибірськ   | 7,27     |
| 200 метрів            | Оксана Стьопічева Барнаул       | 23,41    | Тетяна Алексєєва Новосибірськ  | 23,43    | Олена Насонкіна Харків          | 24,21    |
| 400 метрів            | Аеліта Юрченко Одеса            | 52,49    | Людмила Джигалова Харків       | 52,87    | Марина Шмоніна Ташкент          | 54,02    |
| 800 метрів            | Любов Гуріна Кіров              | 2.03,76  | Людмила Рогачова Ставрополь    | 2.04,46  | Ольга Бурканова Біробіджан      | 2.05,01  |
| 1500 метрів           | Людмила Рогачова Ставрополь     | 4.15,32  | Надія Ізодьорова Челябінськ    | 4.16,87  | Любов Кремльова Московська обл. | 4.17,46  |
| 3000 метрів           | Любов Кремльова Московська обл. | 9.00,31  | Тамара Коба Дніпропетровськ    | 9.03,15  | Лариса Тихонова Чебоксари       | 9.08,60  |
| 5000 метрів           | Надія Ільїна Чебоксари          | 15.49,44 | Людмила Матвєєва Уфа           | 15.51,54 | Олена Толстогузова Свердловськ  | 15.52,21 |
| 60 метрів з бар'єрами | Людмила Нарожиленко Краснодар   | 7,97     | Олена Сінютіна Ленінград       | 8,14     | Марина Азябіна Іжевськ          | 8,18     |
| Ходьба 3000 метрів    | Ольга Кардопольцева Брест       | 12.18,39 | Олена Ніколаєва Чебоксари      | 12.18,72 | Лідія Фесенко Москва            | 12.30,90 |
| Стрибки у висоту      | Тамара Бикова Москва            | 1,94 м   | Олена Топчина Ленінград        | 1,92 м   | Олена Родіна Москва             | 1,92 м   |
| Стрибки у довжину     | Інеса Кравець Київ              | 6,84 м   | Іоланда Чен Москва             | 6,82 м   | Олена Сінчукова Москва          | 6,75 м   |
| Потрійний стрибок     | Інеса Кравець Київ              | 14,40 м  | Олена Семираз Тернопіль        | 13,91 м  | Інна Ласовська Москва           | 13,80 м  |
| Штовхання ядра        | Світлана Кривельова Москва      | 19,71 м  | Марина Антонюк Перм            | 19,08 м  | Валентина Федюшина Сімферополь  | 19,00 м  |

## Чемпіонат СРСР з легкоатлетичних багатоборств в приміщенні
Чемпіонство з легкоатлетичних багатоборств було розіграно в межах окремого чемпіонату СРСР з багатоборств в приміщенні, проведеного 9-10 лютого у Липецьку в Палаці спорту «Ювілейний».

### Чоловіки
| Дисципліна  | Золото                       | Золото    | Срібло                 | Срібло    | Бронза                      | Бронза    |
| ----------- | ---------------------------- | --------- | ---------------------- | --------- | --------------------------- | --------- |
| Семиборство | Євген Дудаков Ростов-на-Дону | 6133 очки | Андрій Назаров Таллінн | 6098 очок | Роман Фролов Ростов-на-Дону | 6091 очко |

### Жінки
| Дисципліна   | Золото                  | Золото    | Срібло                | Срібло    | Бронза                       | Бронза    |
| ------------ | ----------------------- | --------- | --------------------- | --------- | ---------------------------- | --------- |
| П'ятиборство | Ольга Сухомазова Мінськ | 4596 очок | Ірина Бєлова Іркутськ | 4593 очки | Тетяна Журавльова Ставрополь | 4419 очок |

## Медальний залік
Нижче представлений загальний медальний залік за підсумками обох чемпіонатів.
| Місце | Команда        | Золото | Срібло | Бронза | Загалом |
| ----- | -------------- | ------ | ------ | ------ | ------- |
| 1     | РРФСР          | 11     | 13     | 13     | 38      |
| 2     | УРСР           | 6      | 5      | 4      | 15      |
| 3     | Москва         | 6      | 3      | 6      | 15      |
| 4     | Ленінград      | 3      | 2      | 3      | 8       |
| 5     | Білоруська РСР | 3      | 2      | 1      | 6       |
| 6     | Латвійська РСР | 1      | 1      | 0      | 2       |
| 7     | Узбецька РСР   | 0      | 2      | 1      | 3       |
| 8     | Казахська РСР  | 0      | 1      | 0      | 1       |
| 8     | Естонська РСР  | 0      | 1      | 0      | 1       |
| 10    | Вірменська РСР | 0      | 0      | 1      | 1       |
| 10    | Таджицька РСР  | 0      | 0      | 1      | 1       |

## Командний залік
Починаючи з чемпіонату 1985 року, командний залік був скасований. Чемпіонати в приміщенні 1991 року носили особистий характер — командний залік офіційно не визначався.